# آرنات دانیوما
آرنات دانیوما گرونولد (زادهٔ ۳۱ ژانویهٔ ۱۹۹۷) بازیکن حرفه‌ای فوتبال است که در پست وینگر برای باشگاه باشگاه فوتبال اورتون بازی می‌کند. او برای تیم ملی فوتبال هلند نیز به میدان می‌رود.

## باشگاهی
از باشگاه‌هایی که در آن بازی کرده‌است می‌توان به پی‌اس‌وی آیندهوون، ان‌ئی‌سی، کلوب بروخه و ای‌اف‌سی بورنموث اشاره کرد.